# Mataró Bus
Mataró Bus es una empresa de autobuses urbanos que opera en la ciudad de Mataró (Barcelona). Desde hace aproximadamente 10 años, funcionan con biodiésel.

## Flota
La flota cuenta con 24 autobuses, dos más que hasta ahora, y llegarán a 29 unidades en la segunda fase de la reestructuración de la red (2011).
|                | RED 2007  | RED 2009   | RED 2011   |
| -------------- | --------- | ---------- | ---------- |
| Autobuses      | 22(25)    | 24(27)     | 29(33)     |
| km comerciales | 1.190.000 | 1.275.000* | 1.525.000* |
| Plantilla      | 77        | 86         | 103        |
| Viajeros       | 5.300.000 | 6.075.000* | 7.015.000* |

(*)Previsiones

## Líneas
| Línea | Recorrido                                   | Frecuencia (mínima y máxima)** | N.º de paradas | Observaciones                     | Recorrido (km) |
| ----- | ------------------------------------------- | ------------------------------ | -------------- | --------------------------------- | -------------- |
| 1     | Línea Circular                              | 15"-30"                        | 37 Paradas     | Circular Sentido Agujas del Reloj | 13,5 km        |
| 2     | Línea Circular                              | 15"-30"                        | 38 Paradas     | Circular Sentido Contrario        | 12,75 km       |
| 3     | Camí de la Serra - Vista Alegre - Rocafonda | 20"-30"                        | 33 Paradas     |                                   | 12,2 km        |
| 4     | Cirera - Los Molinos                        | 15"-30"                        | 28 Paradas     | Solo de lunes a viernes           | 11 km          |
| 5     | Estación Renfe - Hospital de Mataró         | 15"-25"                        | 18 Paradas     |                                   | 7,7 km         |
| 6     | Instituto Catalán de la Salud - Ctra. Mata  | 15"-40"                        | 24 Paradas     |                                   | 7,8 km         |
| 7     | Plaza de les Teresas - Cerdañola            | 15"-30"                        | 9 Paradas      | Circular Centro                   | 3,15 km        |
| 8     | Estación Renfe - Galícia                    | 20"-50"                        | 37 Paradas     |                                   | 9,7 km         |

En verano y durante Les Santes, se añaden las líneas 10, 11 y 12 que conectan con la playa. 
(**)Frecuencia días laborables (mínima) y sábados y festivos (máxima)